# Nagroda Harveya
Nagroda Harveya (ang. Harvey Award) – amerykańskie wyróżnienie w dziedzinie komiksu, przyznawane corocznie od 1988 roku, obecnie w 24 kategoriach, nazwane na cześć twórcy komiksowego Harveya Kurtzmana (1924–1993).